# Hřibiny
Hřibiny (německy Hribin) je jižní část obce Hřibiny-Ledská v okrese Rychnov nad Kněžnou. V roce 2011 v Hřibinách žilo 83 obyvatel a bylo zde evidováno 31 domů.
Hřibiny je také název katastrálního území o rozloze 1,38 km2. V katastrálním území Hřibiny leží i Paseky.